# Strathmoor Manor
Strathmoor Manor és una població dels Estats Units a l'estat de Kentucky. Segons el cens del 2000 tenia 333 habitants.

## Demografia
Segons el cens del 2000, Strathmoor Manor tenia 333 habitants, 129 habitatges, i 90 famílies. La densitat de població era de 2.571,4 habitants/km².
Dels 129 habitatges en un 39,5% hi vivien nens de menys de 18 anys, en un 58,9% hi vivien parelles casades, en un 10,1% dones solteres, i en un 29,5% no eren unitats familiars. En el 24% dels habitatges hi vivien persones soles el 13,2% de les quals corresponia a persones de 65 anys o més que vivien soles. El nombre mitjà de persones vivint en cada habitatge era de 2,58 i el nombre mitjà de persones que vivien en cada família era de 3,13.
Per edats la població es repartia de la següent manera: un 28,8% tenia menys de 18 anys, un 3,3% entre 18 i 24, un 29,1% entre 25 i 44, un 25,5% de 45 a 60 i un 13,2% 65 anys o més.
L'edat mediana era de 37 anys. Per cada 100 dones de 18 o més anys hi havia 82,3 homes.
La renda mediana per habitatge era de 80.764 $ i la renda mediana per família de 88.682 $. Els homes tenien una renda mediana de 60.139 $ mentre que les dones 46.591 $. La renda per capita de la població era de 30.171 $. Cap de les famílies estaven per davall del llindar de pobresa.

## Poblacions més properes
El següent diagrama mostra les poblacions més properes.